# Parahaploposthia avesicula
Parahaploposthia avesicula är en plattmaskart som beskrevs av Jürgen Dörjes 1968. Parahaploposthia avesicula ingår i släktet Parahaploposthia och familjen Haploposthiidae. Inga underarter finns listade i Catalogue of Life.